# Perplexity
Perplexity  是一個由AI 聊天機器人驅動的研究和對話搜索引擎，通過自然語言預測文本來回答查詢。Perplexity 於 2022 年推出，使用來自網路的資源生成答案，並在回應文本中引用連結。 Perplexity 採取增值服務模式運作；免費版本使用該公司獨立的大型語言模型（LLM），此模型包含自然語言處理（NLP）功能，而付費版本 Perplexity Pro 則可訪問 GPT-4、Claude 3.5、Llama 3、Grok-2以及實驗性 Perplexity 模型。 到 2024 年第一季度，Perplexity 每月的使用者已達到 1500 萬。

## 歷史

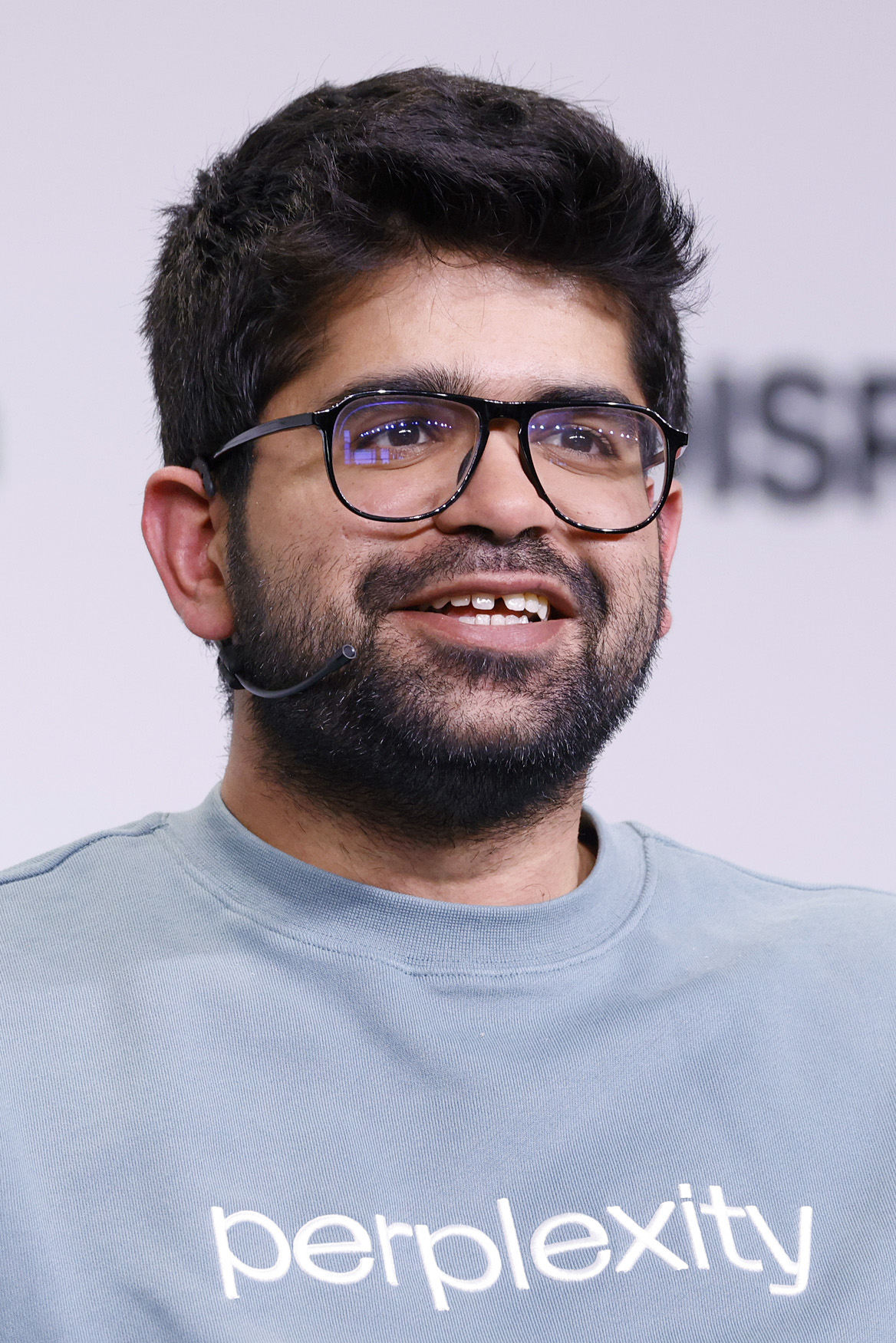
Perplexity創始人兼執行長，Aravind Srinivas

Perplexity 於 2022 年由 Aravind Srinivas、Denis Yarats、Johnny Ho 和 Andy Konwinski 創立，這些創始人皆擁有後端系統、AI 和機器學習的背景。
- CTO Yarats 曾是 Meta 的 AI 研究科學家

- CEO Srinivas 則在 OpenAI 擔任 AI 研究員

- CSO Ho 曾在 Quora 擔任工程師，隨後成為華爾街的量化交易員
- Konwinski 是 Databricks 創始團隊的一員。[5]

截至 2024 年，Perplexity 已籌集了 1.65 億美元的資金，公司估值超過 10 億美元。
到 2024 年中，Perplexity 的估值達到 30 億美元。
2024 年 7 月，Perplexity 宣佈推出新的出版商計劃，與合作夥伴分享廣告收入。

### 著名投資者
- 傑夫·貝佐斯
- 輝達
- Databricks
- Bessemer Venture Partners
- 蘇珊·沃西基
- 傑夫·迪恩
- 楊立昆
- 安德烈·卡帕斯
- 奈特·弗里德曼
- 陳嘉興。[8][9][1]

## 功能
Perplexity的主要產品是其搜尋引擎，該引擎依賴於自然語言處理。 它利用使用者查詢的上下文來提供個性化的搜尋結果。Perplexity 會對搜尋結果進行摘要並產生帶有內嵌引用的文字內容。 它允許使用者在相同的上下文中提出後續問題。
Perplexity 採用免費增值模式，提供基本的搜尋功能和所有搜尋模式免費使用。焦点功能允許使用者將搜尋限制在 Reddit、YouTube、WolframAlpha，或限制在學術（用於搜尋研究論文）、寫作（禁用 LLM 的網路訪問）。
Perplexity 的付費版本Pro模式（前稱 Copilot）會向使用者提出澄清問題以細化查詢。它使使用者能夠上傳和分析本地文件，包括圖像，並使用 AI 生成圖像。此外，還提供了 API 訪問權限。 Perplexity 於 2024 年 4 月推出了其企業版產品。 2024 年 5 月，Perplexity推出了名為 Pages 的新功能，該功能根據使用者提示生成可自定義的網頁。Pages 利用Perplexity的 AI 搜尋模型來收集信息並創建可發布並與他人共享的研究報告。 圖片生成功能僅限於「專業模式」（pro)，目前使用四種模型進行圖片生成：Playground v3、DALL-E 3、Stable Diffusion XL 和 FLUX 1。 與其他主要專注於從用戶提供的提示生成圖片的服務不同，此功能旨在視覺化搜索結果。因此，圖片生成選項僅在執行搜索查詢後才會啟用。
| 版本           | 功能 |
| -------------- | --- |
| 免費           | - 提供基本的搜尋功能和所有模式。 - 使用該公司獨立的大型語言模型（LLM）。 - Focus 功能 - Pages 功能 |
| Perplexity Pro | - 提供 API 訪問權限。 - 上傳和分析本地文件，包括圖像。 - 向使用者提出澄清問題以細化查詢。 - 使用 Playground v3、DALL-E 3、Stable Diffusion XL 和 FLUX 1 等AI 模型生成圖像。 - 可訪問 GPT-4、Claude 3.5、Mistral Large、Llama 3 以及實驗性 Perplexity 模型。 |

## 評價

### 黃仁勳
2024年2月，黃仁勳接受連線雜誌採訪時透露，
「我一直在使用Perplexity，不過也很喜歡ChatGPT，我幾乎每天都會使用這兩款AI工具。」

### 富比士
2024 年 6 月，富比士公開批評 Perplexity 使用其內容。根據富比士的說法，Perplexity 發布了一篇主要抄襲自富比士專有文章的報導，未能適當地提及或明顯引用富比士。作為回應，Srinivas 表示該功能還存在一些 「粗糙的邊緣」，並接受了反饋，但他堅持認為 Perplexity 只是整合資訊而非抄襲資訊。

### 連線雜誌
同月，連線雜誌和網頁開發人員 Robb Knight 的獨立調查發現，Perplexity 未遵守robots.txt 標準，同時在某些情況下，Perplexity 可能沒有總結實際的新聞文章，而是根據 URL 和搜索引擎中留下的痕跡（例如摘錄和元數據）重建內容，並提供聲稱基於直接訪問相關文本的總結。Perplexity 公開列出了其網路爬蟲的IP 位址範圍和用戶代理字串，但據連線和 Robb Knight 稱，他們使用未公開的 IP 位址和偽造的用戶代理字串來無視 robots.txt。

Srinivas 在一次電話採訪中回應說：
「Perplexity 沒有無視機器人排除協議（Robot Exclusions Protocol）……我們不僅依賴自己的網路爬蟲，也依賴第三方爬蟲。被連線識別出的網路爬蟲屬於第三方供應商。」  
連線還指出，在某些情況下，Perplexity 可能沒有總結實際的新聞文章，而是根據 URL 和搜索引擎中留下的痕跡（例如摘錄和元數據）重建內容，並提供聲稱基於直接訪問相關文本的總結。當被問及 Perplexity 是否會停止使用第三方抓取連線的內容時，Srinivas 回應說 ：「這很複雜」。

### 亞馬遜
亞馬遜雲端運算服務，作為 Perplexity 網路爬蟲的主機服務商，其服務條款中包含禁止用戶無視 robots.txt 標準的條款。亞馬遜開始對該公司的亞馬遜彈性雲端運算使用情況進行 「例行」調查。

## 外部連結
- 官方網站 （页面存档备份，存于）